# 弗雷讷莱吉永
弗雷讷莱吉永（法語：Fresne-Léguillon，法語發音：[fʁɛn leɡɥijɔ̃]）是法国瓦兹省的一个市镇，位于该省西南部，属于博韦区。

## 地理
弗雷讷莱吉永（49°15'15"N, 1°59'1"E）面积7.31 平方千米，位于法国上法蘭西大區瓦兹省，该省份为法国北部内陆省份，北起索姆省，西接厄尔省和滨海塞纳省，南至塞纳-马恩省和瓦兹河谷省，东临埃纳省。
与弗雷讷莱吉永接壤的市镇（或旧市镇、城区）包括：弗勒里、伊夫里勒唐普勒、莫讷维尔、瑟诺、蒙舍夫勒伊。

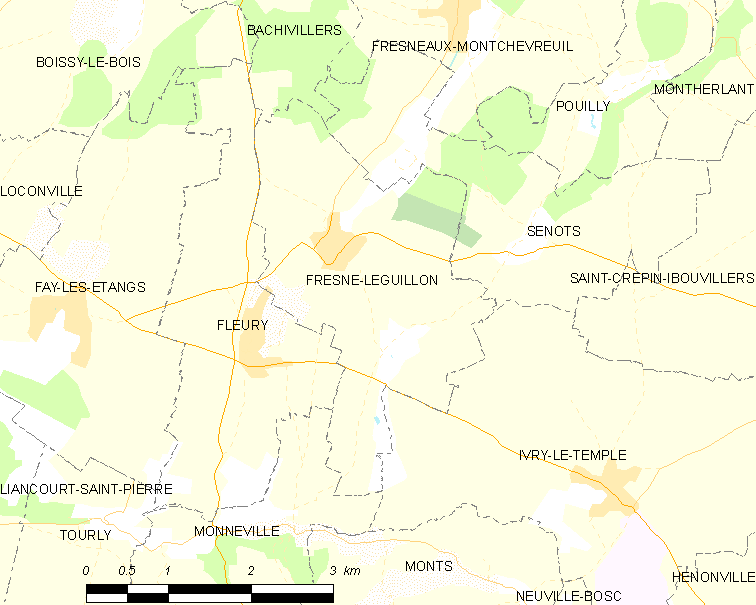
弗雷讷莱吉永的OSM定位图

弗雷讷莱吉永的时区为UTC+01:00、UTC+02:00（夏令时）。

## 行政
弗雷讷莱吉永的邮政编码为60240，INSEE市镇编码为60257。

## 政治
弗雷讷莱吉永所属的省级选区为韦克桑地区肖蒙县。

## 人口

1962-2008年间弗雷讷莱吉永人口变化图示

弗雷讷莱吉永于2022年1月1日时的人口数量为440人。